# Кузнецов, Константин Андреевич (почвовед)
Константи́н Андре́евич Кузнецо́в (25 мая 1900, село Долгоруково, Саратовская губерния — 19 января 1982, Пенза) — советский почвовед; Заслуженный деятель науки РСФСР (1971).

## Биография
В 1912 году окончил церковно-приходскую школу, в 1915 — низшую сельскохозяйственную школу в Чембарском уезде. С 1916 года работал инструктором полеводства на Сердобском опытном поле; был избран председателем, затем секретарём местного комитета профсоюза работников земли и леса.
С октября 1921 по сентябрь 1922 года служил в Красной Армии — рядовым в хозчасти военно-инженерных курсов в Смоленске.
В 1922—1923 годы учился на общеобразовательных курсах в Петрограде, с 1923 — на почвенно-геологическом отделении физико-математического факультета Петроградского университета (у К. Д. Глинки, Л. И. Прасолова, А. А. Красюка). В 1932 году окончил аспирантуру при кафедре почвоведения Ленинградского университета под руководством профессора С. П. Кравкова. Одновременно (1929—1932) исполнял обязанности ассистента кафедры почвоведения географического факультета ЛГУ, вёл занятия со студентами Ленинградского геологоразведочного (горного) института в качестве ассистента профессора М. И. Рожанца, состоял научным сотрудником-почвоведом (1928—1930, по совместительству) южного почвенного отряда Башкирской экспедиции Комиссии экспедиционных исследований АН СССР.
С 1932 года работал на кафедре почвоведения Томского университета: старший ассистент, доцент (с 1.11.1932), и. о. заведующего (апрель 1934 — сентябрь 1935, 21.2.1938 — июнь 1942), заведующий кафедрой (июнь 1942 — 25.8.1952). Одновременно заведовал почвенным отделением геолого-почвенного факультета (июль 1932 — ноябрь 1933), кабинетом почвоведения (апрель 1934 — декабрь 1935), был заместителем декана геолого-почвенного факультета (4.9.1940 — 15.9.1941). Читал лекционные курсы «Почвоведение», «Генезис и география почв», «Почвы и грунты СССР», «Методы химического анализа почв», «Методы полевого исследования почв», «Грунтоведение», «Агропочвоведение», «Методика преподавания почвоведения», «География и генезис почв», «Физика почвы»; вёл спецсеминар.
По его инициативе в Томском университете была открыта специальность «Почвоведение», создана почвенная лаборатория (1932). В 1933 году при кабинете почвоведения организовал разборочную для почвенных образцов, в 1934 переоборудовал почвенный музей и пополнил его многочисленными коллекциями и наглядными пособиями. В 1930-е годы одновременно заведовал исследовательским сектором Томской зональной станции.
С августа 1952 года — заведующий кафедрой почвоведения и микробиологии Пензенского сельскохозяйственного института.
Был избран:
- членом месткома Томского университета (1936—1937)
- депутатом Томского городского Совета депутатов трудящихся (1947)
- членом сельскохозяйственной комиссии при Томском облисполкоме совета депутатов трудящихся
- председателем сельскохозяйственной секции Томского отделения Всесоюзного общества по распространению политических и научных знаний.

## Научная деятельность
20 мая 1937 года защитил кандидатскую («Условия почвообразования, генезис и эволюция почв террас р. Томи и ее притоков в пределах земель г. Томска»), 29 декабря 1941 — докторскую диссертацию («Почвы юго-восточной части Западно-Сибирской равнины»). Профессор кафедры почвоведения (1942).
Основные направления исследований:
- почвенные исследования генетико-географического направления;
- внедрение травопольной системы земледелия в колхозах Томской области.

Возглавлял экспедиции по исследованию почв в районах Восточно-Сибирского края, Хакасии, Томской области, Красноярского края, Алтайского края, Западно-Сибирской равнины, Нарымского края.
Научные результаты:
- даны рекомендации по использованию подзолистого горизонта почв в качестве материала для дорожного полотна при строительстве дорог на территории Томской области;
- прослежена история развития почвенного покрова юго-восточной части Западно-Сибирской равнины;
- определена роль дернового почвообразовательного процесса в формировании почв лесостепной зоны и зоны лиственных лесов;
- предложена классификация лесостепных почв;
- сформулирована гипотеза об образовании почв со вторым гумусовым горизонтом.

Автор более 80 научных трудов.
Член редколлегии «Трудов ТГУ» (1946).

## Награды и признание
- орден Трудового Красного Знамени
- орден «Знак Почёта»
- медаль «За доблестный труд в Великой Отечественной войне 1941—1945 гг.» (1946)
- Заслуженный деятель науки РСФСР (1971)[3].